# Cyberpunk: Edgerunners
Cyberpunk: Edgerunners (サイバーパンク エッジランナーズ, Saibāpanku Edjirannāzu) és una sèrie d'anime polonesa-japonesa del 2022 basada en el videojoc "Cyberpunk 2077" de CD Projekt. La sèrie va ser animada per Studio Trigger sota la supervisió de CD Projekt i es va estrenar a Netflix el setembre de 2022. Ambientat en l'univers Cyberpunk creat per Mike Pondsmith, l'anime serveix com a preqüela del joc i té lloc aproximadament un any abans dels esdeveniments de Cyberpunk 2077.
En el seu llançament, Cyberpunk: Edgerunners va rebre crítiques molt positives, amb elogis dirigits als seus personatges, animació i construcció del món. L'octubre de 2022, CD Projekt va anunciar que l'anime no rebria una segona temporada i va declarar que, tot i que estaven oberts a col·laborar amb Trigger per a projectes futurs, Cyberpunk: Edgerunners sempre s'havia planejat com un treball independent.

## Sinopsi

### Situació
Cyberpunk: Edgerunners està ambientada a Night City, una metròpoli autosuficient situada a l'estat lliure de Califòrnia que pateix una gran corrupció, adicció a la Cibernètica i violència de bandes. La ciutat està dividida en sis districtes, cadascun dels quals té els seus requisits de vida precisos, i està controlada per diverses corporacions, incloent Arasaka i el seu rival Militech. La història de l'anime està ambientada principalment a Santo Domingo, el districte més antic, més pobre i industrial de Night City.

### Guió
En una distòpia envaïda per la corrupció, el crim i els implants cibernètics, un impulsiu però talentós noi anomenat David, després de perdre tot el que té en un tiroteig, decideix sobreviure al costat equivocat de la llei: un mercenari d'alta tecnologia i del mercat negre també conegut com a "edgerunner".

## Personatges
David Martinez (デイビッド・マルティネス, Deibiddo Marutinesu)
Un adolescent nord-americà d'ascendència llatinoamericana que és un dels millors estudiants de la prestigiosa Acadèmia Arasaka. Com que prové d'una família pobra, els seus companys l'assetgen implacablement i sent que no pertany a l'escola. Una tragèdia sobtada i devastadora el porta a abandonar la seva educació i el posa en el camí de convertir-se en un "edgerunner".
Lucyna "Lucy" Kushinada (ルーシー, Rūshī)
Una jove "netrunner" que s'involucra sentimentalment amb David i el presenta al inframón criminal de Night City. Té un odi particular cap a Arasaka i somia amb viatjar a la Lluna.
Rebecca (レベッカ, Rebekka)
Una "edgerunner" feliç i membre de la tripulació de Maine. També és la germana petita de Pilar.
Maine (メイン, Mein)
Un veterà "edgerunner" que comanda la seva pròpia tripulació. És un dels clients de la Gloria i permet en David unir-se a la tripulació sota la seva guia.
Dorio (ドリオ)
Xicota de Maine i segona al comandament.
Pilar (ピラル, Piraru)
Un tecnòleg malcriat i membre de la tripulació de Maine. També és el germà gran de la Rebecca.
Kiwi (キーウィ, Kīwi)
Una veterana netrunner que sovint és freda i estoica, i membre de la tripulació de Maine.
Falco (ファルコ, Faruko)
Un membre de la tripulació de Maine que treballa com a conductor d'escapada del grup.
Faraday (ファラデー, Faradē)
Un "fixer" que treballa per a Militech. Té una relació comercial amb la tripulació de Maine i sovint els contracta per dur a terme treballs que solen implicar-los realitzar espionatge contra Arasaka.
Ripperdoc (リパードク, Ripādoku)
Un doctor local que ajuda a actualitzar i instal·lar els implants cibernètics de David, a més de proporcionar-li els immunosupressors necessaris.
Gloria Martinez (グロリア・マルティネス, Guroria Marutinesu)
La mare d'en David i una paramèdica que treballa fins als ossos per pagar la seva matrícula a l'Acadèmia Arasaka.
Adam Smasher (アダム・スマッシャー, Adamu Sumasshā)
Un supersoldat assedegat de sang i completament cibernètic que treballa per a Arasaka com el seu cap de seguretat.

## Producció i llançament
La sèrie es va anunciar durant una retransmissió en directe de "Night City Wire" per al joc el 25 de juny de 2020, com a col·laboració entre CD Projekt i Studio Trigger. Hiroyuki Imaishi va dirigir la sèrie, amb Masahiko Otsuka i Yoshiki Usa escrivint el guió, Yoh Yoshinari dissenyant els personatges i fent de director d'animació, Yuto Kaneko i Yusuke Yoshigaki com a assistents de disseny de personatges, Hiroyuki Kaneko com a assistent de direcció, Hiromi Wakabayashi com a director creatiu i Akira Yamaoka com a compositor. El tema inicial de l'anime és "This Fire (cançó de Franz Ferdinand)" de Franz Ferdinand, mentre que el seu tema final és "Let You Down" de Dawid Podsiadło. Edgerunners també va utilitzar cançons de les estacions de ràdio del joc. La cançó de Rosa Walton "I Really Want to Stay at Your House" destacar i va ser elogiada.

## Recepció

### Resposta crítica
Cyberpunk: Edgerunners va ser aclamat per la crítica i els seguidors.
Jonathon Wilson va escriure per a Ready Steady Cut que, en "molts aspectes, aquesta és la història de Cyberpunk que el joc de Cyberpunk volia explicar i no va poder". Matt Kim de IGN va elogiar l'exploració de la vida hostil a Night City, específicament els efectes visuals, va assenyalar que es va centrar més en la ciutat que en alguns dels personatges, i va anomenar-ho "un viatge salvatge, però que val la pena cadascú". segon ampolla". En una revisió de Polygon, Kambole Campbell va elogiar el "llenguatge visual per a diversos conceptes del joc", així com la "diversitat sonora en la seva score" i va trobar que el millor aspecte de l'espectacle era "la seva capacitat per representar el desamarratge psicològic dels seus personatges sense sentir-se inautèntic."
El director de videojocs Hideo Kojima també va elogiar l'espectacle, anomenant-lo "un miracle d'apretar el disparador al món", i va comparar favorablement l'art i el disseny del món amb la sèrie OVA de 1990. Cyber City Oedo 808. Mike Pondsmith, el creador del videojoc original també va elogiar l'espectacle, escrivint "És com veure el meu cervell en un anime de pantalla gran". L'editor del joc de sobretaula Cyberpunk, R. Talsorian, va anunciar plans per a una expansió basada en Edgerunners el novembre de 2022.

## Futur
En una entrevista amb Famitsu, el gerent de la comunitat de CD Projekt, Satoru Honma, va dir que no hi havien plans per a una segona temporada, però que si mai n'hi hagués, no seria una continuació de la primera temporada.